# اوتر پندراگون
اوتر پندراگون (ویلزی: Uthyr Pendragon, Uthyr Bendragon) یا شاه اوتر پادشاه اسطوره‌ای بریتانیا پس از پایان تسلط رومی‌ها بر بریتانیا و پدر شاه آرتور است. داستان او را نخستین بار جفری مانموث در تاریخچه پادشاهان بریتانیا نوشته‌است.
در افسانه‌ها اوتر رابطه‌ای با ایگرِینِه، همسرِ گورلوا، دوک کورنوال داشت. نطفهٔ آرتور، نامشروع بسته شد و پس از تولد، به‌دست مرلین جادوگر بزرگ شد. مرلین قبلاً برای اوتر دژ شگفت‌انگیزی طراحی کرده بود و میزگرد مشهور را در مرکز آن قرار داده بود. صد و پنجاه شهسوار می‌توانستند همزمان دور این میز بنشینند. این میز عجیب احتمالاً ارتباطاتی با یوسف الرامی دارد، چرا که پشت آن میز، محل مشخصی برای جام مقدس در نظر گرفته شده بود. می‌گویند هنگامی که یوسف الرامی در فلسطین در زندان بود، جام مقدس او را زنده نگه داشت. او بعدها جام را به بریتانیا آورد. اما بعد جام در اثر گناهان مردم، مفقود شد؛ بنابراین یافتن دوبارهٔ جام، به رسالت عظیم شهسواران آرتور مبدل شد.